# Helophorus (Gephelophorus)
Helophorus (Gephelophorus) – podrodzaj chrząszczy z nadrodziny kałużnicokształtnych i rodzaju oguzek. Obejmuje dwa opisane gatunki.

## Morfologia
Chrząszcze o wydłużonym, mniej lub bardziej wypukłym ciele długości od 4,6 do 7 mm. Ziarenkowanie powierzchni głowy i przedplecza jest gęste i grube, w formie guzków z małym dołkiem (punktem) na szczycie zaopatrzonym w pojedynczą, delikatną, ale sztywną szczecinkę. Głowa ma bruzdy szwu epikranialnego wyraźne, głębokie i wąskie, liniowate. Aparat gębowy ma krótkie głaszczki szczękowe o trochę niesymetrycznie ukształtowanym ostatnim członie. Przedplecze odznacza się obecnością siedmiu kompletnych, podłużnych, mniej lub bardziej zafalowanych rowków, z których dwa leżą na jego bocznych krawędziach. Podgięcia brzegów przedplecza są przeciętnie szerokie na przedzie i wąskie w tyle. Mała tarczka ma zarys okrągławy ze ściętym przodem. Pokrywy mają na każdym międzyrzędzie pojedynczy, czasem podwojony, szereg delikatnych, zakrzywionych szczecinek podobnych tym występującym na głowie i przedpleczu. Brak jest na międzyrzędach wyraźnych guzków. U podstawy międzyrzędu pierwszego znajduje się wyraźny rządek przytarczkowy. Co drugi międzyrząd jest wyniesiony. Dziesiąty międzyrząd przybiera formę rozszerzonego na bok kila, który nakrywa od góry właściwą krawędź pokrywy, tworząc swą boczno-brzuszną powierzchnią wyraźną pseudoepipleurę o szerokości nieco większej od epipleury. Odnóża są jak na oguzkowatego przeciętnie długie, o stopach zaopatrzonych w umiarkowanie rozwinięte włoski pływne. Odwłok ma pięć widocznych, wolnych sternitów (od trzeciego do siódmego) o równomiernej, pozbawionej guzków i dołków powierzchni, z których ostatni ma tylny brzeg zaokrąglony.

## Rozprzestrzenienie
Przedstawiciele podrodzaju zamieszkują krainę nearktyczną (Kanadę i północne Stany Zjednoczone) oraz krainę palearktyczną – głównie część azjatycką, w Europie będąc ograniczonymi do Półwyspu Fennoskandzkiego i północy Rosji.

## Taksonomia
Takson ten wprowadzony został w 1915 roku przez Davida Sharpa. Gatunkiem typowym wyznaczony został H. auriculatus. Obejmuje dwa opisane gatunki:
- Helophorus auriculatus Sharp, 1884
- Helophorus sibiricus Motschulsky, 1860

Zapis kopalny podrodzaju sięga miocenu.